# Skeleton aux Jeux olympiques de la jeunesse d'hiver de 2012
Navigation
2016
Les épreuves de skeleton aux Jeux olympiques de la jeunesse d'hiver de 2012 ont eu lieu au tremplin olympique à la Piste de bobsleigh, luge et skeleton d'Igls à Igls, près d'Innsbruck en Autriche, le 21 janvier 2012. La compétition a comporté une épreuve hommes et une épreuve femmes.

## Médailles

### Tableau des médailles
| 1     | Allemagne | 2 | 0 | 0 | 2 |
| 2     | Autriche  | 0 | 2 | 0 | 2 |
| 3     | Canada    | 0 | 0 | 2 | 2 |
| Total | Total     | 2 | 2 | 2 | 6 |

### Épreuves
| Épreuves                              | Or                        | Or            | Argent                       | Argent        | Bronze               | Bronze        |
| ------------------------------------- | ------------------------- | ------------- | ---------------------------- | ------------- | -------------------- | ------------- |
| Individuel hommes résultats détaillés | Sebastian Berneker (GER)  | 1 min 52 s 73 | Stefan Richard Geisler (AUT) | 1 min 54 s 70 | Corey Gillies (CAN)  | 1 min 55 s 82 |
| Individuel femmes résultats détaillés | Jacqueline Loelling (GER) | 57 s 43       | Carina Mair (AUT)            | 58 s 40       | Carli Brockway (CAN) | 58 s 48       |

## Système de qualification
Chaque nation peut envoyer un maximum de 4 athlètes (2 hommes et 2 femmes). Le classement de la FIBT est utilisé pour attribuer les places aux CNO. La participation, pour chacune des deux épreuves, est limitée à 15 athlètes au total, en comptant le pays hôte. Les quotas par CNO sont fixés sur la base du classement de la FIBT actualisé. La qualification est en fonction des résultats des athlètes, qui gagnent une place de qualification pour leur CNO. Les athlètes hommes et femmes des continents non représentés peuvent également participer, à raison d’un homme et d’une femme, jusqu'à ce que le quota maximum de 15 hommes et 15 femmes ne soit pas encore atteint.

### Hommes
La FIBT n'a pas sorti une liste finale des équipes qualifiées mais juste une liste des équipes en ordre alphabétique selon le système de qualification.
| Épreuve        | Places | Qualifiés                                                |
| -------------- | ------ | -------------------------------------------------------- |
| Europe/Afrique | 7      | Allemagne Italie Lettonie Roumanie Russie Espagne Suisse |
| Amérique       | 4 3    | Canada Mexique États-Unis                                |
| Asie/Océanie   | 3      | Japon Corée du Sud                                       |
| Pays hôte      | 1 2    | Autriche                                                 |
| TOTAL          | 15     |                                                          |

### Femmes
La FIBT n'a pas sorti une liste finale des équipes qualifiées mais juste une liste des équipes en ordre alphabétique selon le système de qualification.
| Épreuve        | Places | Qualifiés                                          |
| -------------- | ------ | -------------------------------------------------- |
| Europe/Afrique | 8      | Allemagne Italie Pays-Bas Roumanie Russie Slovénie |
| Amérique       | 4 3    | Canada États-Unis                                  |
| Asie/Océanie   | 3 1    | Japon                                              |
| Pays hôte      | 1      | Autriche                                           |
| TOTAL          | 14     |                                                    |

### Qualifiés par pays
| CNO            | Hommes | Femmes | Total |
| -------------- | ------ | ------ | ----- |
| Autriche       | 2      | 1      | 3     |
| Canada         | 1      | 1      | 2     |
| Allemagne      | 1      | 2      | 3     |
| Italie         | 1      | 1      | 2     |
| Japon          | 2      | 1      | 3     |
| Lettonie       | 1      |        | 1     |
| Mexique        | 1      |        | 1     |
| Pays-Bas       |        | 1      | 1     |
| Roumanie       | 1      | 1      | 2     |
| Russie         | 1      | 2      | 3     |
| Slovénie       |        | 1      | 1     |
| Espagne        | 1      |        | 1     |
| Suisse         | 1      |        | 1     |
| Corée du Sud   | 1      |        | 1     |
| États-Unis     | 1      | 2      | 3     |
| Total athlètes | 15     | 14     | 29    |
| Total CNO      | 13     | 10     | 13    |

## Résultats

### Individuel hommes
Source.
| Rang                                | N° | Nom                     | Pays         | Manche 1      | Rang Manche 1 | Manche 2      | Rang Manche 2 | Total temps   | Différence |
| ----------------------------------- | -- | ----------------------- | ------------ | ------------- | ------------- | ------------- | ------------- | ------------- | ---------- |
| Médaille d'or, Jeux olympiques      | 4  | Sebastian Berneker      | Allemagne    | 56 s 20       | 1             | 56 s 53       | 1             | 1 min 52 s 73 |            |
| Médaille d'argent, Jeux olympiques  | 6  | Stefan Richard Geisler  | Autriche     | 57 s 11       | 2             | 57 s 59       | 3             | 1 min 54 s 70 | + 1 s 97   |
| Médaille de bronze, Jeux olympiques | 12 | Corey Gillies           | Canada       | 58 s 35       | 5             | 57 s 47       | 2             | 1 min 55 s 82 | + 3 s 09   |
| 4                                   | 1  | Cosmin Marius Chioibasu | Roumanie     | 57 s 97       | 3             | 57 s 89       | 4             | 1 min 55 s 86 | + 3 s 13   |
| 5                                   | 13 | Sacha Berger            | Suisse       | 59 s 02       | 7             | 58 s 66       | 5             | 1 min 57 s 68 | + 4 s 95   |
| 6                                   | 9  | Valeriy Myshaev         | Russie       | 58 s 26       | 4             | 59 s 45       | 10            | 1 min 57 s 71 | + 4 s 98   |
| 7                                   | 3  | Anthony Herringshaw     | États-Unis   | 59 s 00       | 6             | 59 s 16       | 7             | 1 min 58 s 16 | + 5 s 43   |
| 8                                   | 11 | Davis Dreimanis         | Lettonie     | 59 s 22       | 8             | 59 s 24       | 8             | 1 min 58 s 46 | + 5 s 73   |
| 9                                   | 14 | Dan Sato                | Japon        | 59 s 55       | 9             | 59 s 34       | 9             | 1 min 58 s 89 | + 6 s 16   |
| 10                                  | 7  | Hiroki Nokura           | Japon        | 59 s 92       | 11            | 59 s 80       | 11            | 1 min 59 s 72 | + 6 s 99   |
| 11                                  | 5  | Ferdinando Mulassano    | Italie       | 59 s 86       | 10            | 59 s 94       | 12            | 1 min 59 s 80 | + 7 s 07   |
| 12                                  | 8  | Banseok Kim             | Corée du Sud | 1 min 01 s 34 | 13            | 59 s 08       | 6             | 2 min 00 s 42 | + 7 s 69   |
| 13                                  | 2  | Marc Alcaraz            | Espagne      | 1 min 00 s 98 | 12            | 1 min 01 s 40 | 13            | 2 min 02 s 38 | + 9 s 65   |
| 14                                  | 10 | Josue Montiel Santander | Mexique      | 1 min 01 s 85 | 14            | 1 min 02 s 52 | 14            | 2 min 04 s 37 | + 11 s 64  |

### Individuel femmes
En raison de mauvaises conditions météorologiques, la première manche a été annulée . L'épreuve s'est donc déroulée sur une seule manche.
| Rang                                | N° | Nom                   | Pays       | Temps         | Différence |
| ----------------------------------- | -- | --------------------- | ---------- | ------------- | ---------- |
| Médaille d'or, Jeux olympiques      | 7  | Jacqueline Loelling   | Allemagne  | 57 s 43       |            |
| Médaille d'argent, Jeux olympiques  | 6  | Carina Mair           | Autriche   | 58 s 40       | + 0 s 97   |
| Médaille de bronze, Jeux olympiques | 4  | Carli Brockway        | Canada     | 58 s 48       | + 1 s 05   |
| 4                                   | 5  | Anastasia Shlapak     | Russie     | 58 s 73       | + 1 s 30   |
| 5                                   | 10 | Kim Meylemans         | Allemagne  | 59 s 02       | + 1 s 59   |
| 6                                   | 3  | Elizaveta Zubkova     | Russie     | 59 s 28       | + 1 s 85   |
| 7                                   | 14 | Lizzie Maxwell        | États-Unis | 59 s 50       | + 2 s 07   |
| 8                                   | 2  | Eva Vuga              | Slovénie   | 59 s 89       | + 2 s 46   |
| 9                                   | 8  | Timi Earl             | États-Unis | 1 min 01 s 04 | + 3 s 61   |
| 10                                  | 9  | Ramona Gabriela Arcos | Roumanie   | 1 min 01 s 23 | + 3 s 80   |
| 11                                  | 12 | Guendalina Bergonzoni | Italie     | 1 min 01 s 57 | + 4 s 14   |
| 12                                  | 13 | Andreea Chiosa        | Roumanie   | 1 min 01 s 65 | + 4 s 22   |
| 13                                  | 1  | Astrid Ekelmans       | Pays-Bas   | 1 min 01 s 68 | + 4 s 25   |
| 14                                  | 11 | Saki Ando             | Japon      | 1 min 02 s 42 | + 4 s 99   |